# Theatops spinicaudus
Theatops spinicaudus är en mångfotingart som beskrevs av Wood H. 1862. Theatops spinicaudus ingår i släktet Theatops och familjen Cryptopidae. Inga underarter finns listade i Catalogue of Life.